# Текумзе (филм)
Текумзе (на немски: Tecumseh) е източногермански уестърн филм от 1972 г., режисиран от Ханс Крацерт и с участието на Гойко Митич, Анекатрин Бюргер и Ролф Рьомер. Филмът описва живота на индианския лидер Текумзе (1768 – 1813), включително ролята му във войната на Текумсе и по-късната му смърт във войната от 1812 г., докато се бие с британците срещу Съединените щати.
Филмът е червен уестърн, направен от DEFA, държавното източногерманско студио. Той е част от популярна поредица от филми с участието на югославския актьор Гойко Митич, който, в съответствие с политиките на комунистическа Източна Германия, се опитва да представи по-критичен и по-реалистичен възглед за американската експанзия на Запад от този, който се култивира от Холивуд. Филмът, заедно с други, също е създаден отчасти в отговор на успешната поредица от филми на Карл Май, направени в Западна Германия.

## Сюжет
Северна Америка, 1805 г. Белите завоеватели преминават към нова тактика за прогонване на индианците от земите на техните предци. Сега те сключват договори за продажба на земя с тях и ги принуждават да се преселят в пустите западни райони.
Основният враг на коренното население на Северна Америка е губернаторът на Индиана Харисън. За да сложи край на машинациите си, водачът на племето Шони Текумзе, израснал в семейството на белия съдия Мекю, обединява разделените племена в съюз, който обявява индианските земи за собственост на общността, а водачите, които са нарушили това решение са унищожени.
През 1811 г. Харисън, възползвайки се от предателството на приятеля от детството на Текумсе, Саймън Мекю, напада Свещения град на индианците. Оцелелите бягат в Канада. Доверявайки се на британския генерал-губернатор Брок, който обещава британска подкрепа за създаването на независима индийска държава, Текумсе и неговите сили застават на страната на британците във Втората революционна война. Но след като губят войната и губят Брок, британците нарушават споразуменията с индианците и аборигените са принудени сами да се бият в решаващата битка. Текумзе умира в битка, колониалистите печелят.